# Valérian (personnage)
 (janvier 2018).
Si vous disposez d'ouvrages ou d'articles de référence ou si vous connaissez des sites web de qualité traitant du thème abordé ici, merci de compléter l'article en donnant les références utiles à sa vérifiabilité et en les liant à la section « Notes et références ».
Valérian est un personnage fictif, héros de la série de bande dessinée Valérian et Laureline créée par Jean-Claude Mézières et Pierre Christin.

## Identité
Jeune homme brun que ses qualités athlétiques et son ingéniosité n'empêchent pas de faire preuve à l'occasion de maladresse, Valérian reste considéré par ses supérieurs et par ses collègues comme un pilote d'astronef émérite et comme l'un des meilleurs agents des Services de l'Espace-Temps (installés à Galaxity, capitale de la Terre et de l'Empire Galactique Terrien) qu'il a intégré en 2713.
Le personnage de Valérian n’a pas de qualité particulière qui l'apparenterait à un superhéros. Pour Pierre Christin, « c’est notre réaction aux superhéros de la BD américaine. Jean-Claude et moi avons toujours détesté cela. Détesté la violence, le culte des armes, la xénophobie de ces histoires et les super musculatures des superhéros, les super conneries, il faut bien le dire ! Valérian est l’antithèse, l'antidote ! Il n’a pas de pouvoirs particuliers, il n’est pas spécialement fort ni spécialement intelligent. C’est plutôt un grand voyageur du futur, il explore les mondes à venir. Il peut utiliser ses armes en situations de légitime défense, mais c’est rare. »

## Principales missions
En 2720, contacté alors qu'il prenait un peu de repos sur la 18e planète de l'étoile double d'Arcturus, Valérian se voit confier la traque de Xombul (jusqu'alors Superintendant des Rêves) qu'il poursuit jusqu'au Moyen Âge où le technocrate entend bien s'emparer des secrets d'Albéric le Vieil (considéré comme le plus grand magicien de l'An Mil). Il y fait la connaissance de la jolie Laureline dont l'audace et l'ingéniosité l'impressionnent au plus haut point. La jeune fille le suit d'ailleurs au XXVIIIe siècle et ne tarde pas à devenir sa compagne en même temps que sa collègue.
Vaincu au retour de la mission précédente, Xombul s'évade toutefois peu après et il s'empare d'un nouvel astronef spatio-temporel. Cet appareil le conduit sur Terre en 1986, alors que l'explosion d'un dépôt de bombes à hydrogène près du pôle Nord vient de causer l'engloutissement de grandes villes de la côte est des États-Unis à commencer par New York. Valérian est envoyé à sa poursuite par le Superintendant en dépit des incertitudes historiques concernant cette période (volontiers qualifiée d'« Âge Noir » de la neuvième planète du système solaire). Il y découvre que des bandes de pillards se sont organisées dans les rues inondées de « Big Apple » (la principale étant contrôlée par un Afro-Américain du nom de Sun Rae) et qu'elles ont entrepris de s'emparer des richesses encore contenues dans les musées et dans les banques de la ville. Mais ces maraudeurs ne sont pas les seuls à profiter de la situation : en s'introduisant dans les locaux du siège des Nations unies, le jeune agent y découvre en effet des robots occupés à dévaliser les archives scientifiques conservées dans les coffres-forts de l'édifice. Avec l'aide de Laureline venue le rejoindre, Valérian propose finalement une "association" à Sun Rae en compagnie duquel le couple quitte New York à bord d'un aéro-glisseur au moment où un typhon achève de détruire le cœur de la cité. Selon les indications de Xombul (commanditaire du pillage des Nations unies), ils prennent la direction de l'ouest, troquent leur précédent moyen de transport contre un hélicoptère piloté par l'un des robots de l'ancien Superintendant des Rêves de Galaxity, franchissent les Montagnes Rocheuses et atteignent le Parc national de Yellowstone où les attend l'évadé du futur. D'abord neutralisé  grâce à un gadget mis au point par Schroeder (un scientifique dont il s'est adjoint les services par la force), celui-ci échappe finalement à Valérian et à Laureline qui sont sauvés par Sun Rae des éruptions volcaniques secouant le Wyoming. L'ancien gangster les aide également à retrouver la trace du prisonnier en cavale jusqu'à un satellite secret placé en orbite terrestre à l'usage du président des É.-U.. Un court trajet à travers le temps et l'espace leur suffit dès lors à rejoindre Xombul mais celui-ci périt désintégré à bord d'un appareil qu'il lui a pourtant été enjoint de ne pas chercher à utiliser. L'agent Valérian gagne ensuite Brasilia, d'où sa compagne et lui n'ont plus qu'à rejoindre le XXVIIIe siècle en empruntant le relai installé sur place.
Sur Syrte, capitale de l'Empire des mille planètes, Valérian est confronté aux Connaisseurs dont l'influence va bien au-delà de la religion qu'ils ont réussi à instituer. Leur rôle de conseillers auprès du Prince Ramal, l'héritier du trône, est en effet si pernicieux que l'Empire tout entier menace de sombrer dans l'obscurantisme. Assisté d'Elmir, Grand Maître de la Guilde des Marchands, l'agent de Galaxity finit par traquer ces redoutables devins jusqu'au cœur de la fusée échouée qui leur sert de repaire. Il comprend alors que les Connaisseurs sont en fait des Terriens du passé, portés disparus dans l'espace, qui ont survécu durant des siècles grâce à une substance phosphorescente récoltée sur Slomp (l'astéroïde où se trouvent toujours les restes de leur fusée) avec l'espoir de se venger de leurs semblables puisque ceux-ci ne se sont jamais lancés à leur recherche. Las d'une telle existence, ces hommes choisissent finalement d'y mettre un terme et disparaissent dans l'explosion de l'épave qui constituait leur ultime refuge.
Parce qu'il a détruit sous ses yeux le palais de son ennemi l'Empereur Alzafrar, la Reine Klopka demande à rencontrer Valérian qui s'est enrôlé peu de temps auparavant parmi les soldats de la cité de Malka afin de comprendre pourquoi la planète creuse Zahir est sur le point d'entrer en collision avec les quatre colonies terriennes installées au sein du système d'Ukbar. Saisissant l'occasion qui lui est offerte de se rapprocher de la souveraine, il l'enlève selon le plan établi en collaboration avec Laureline (les agents ayant décidé d'organiser un rendez-vous entre Alzafrar et Klopka afin de leur faire prendre conscience de la catastrophe qui menace d'anéantir leur monde s'ils continuent à s'y battre sans cesse). Les deux têtes couronnées acceptent finalement d'unir leurs forces pour sauver leur planète et de coopérer avec le peuple Lemm, l'explosion simultanée d'une grande quantité de flogums représentant le meilleur moyen de stabiliser Zahir en orbite d'Ukbar.

## Apparitions
1. Les mauvais rêves (in Mézières et Christin avec...)
2. La cité des eaux mouvantes
3. L'Empire des mille planètes
4. Le pays sans étoiles
5. Bienvenue sur Alflolol
6. Les oiseaux du maître
7. L'ambassadeur des ombres
8. Sur les terres truquées
9. Les héros de l'équinoxe
10. Métro Châtelet, direction Cassiopée
11. Brooklyn station terminus cosmos
12. Les spectres d'Inverloch
13. Les foudres d'Hypsis
14. Sur les frontières
15. Les armes vivantes
16. Les cercles du pouvoir
17. Otages de l'Ultralum
18. L'orphelin des astres
19. Par des temps incertains
20. Au bord du Grand Rien
21. L'Ordre des Pierres
22. L'OuvreTemps
23. Souvenirs de Futurs

Hors série
- Par les chemins de l'espace
- Les habitants du ciel